# Videojuego de simulación de vehículos
Los videojuegos de simulación de vehículos son aquellos videojuegos que permiten al jugador operar una variedad de vehículos de forma realista. Según Andrew Rollings y Ernest Adams, "la gran mayoría de los simuladores de vehículos son simuladores de vuelo y simuladores de conducción. Dentro de este género también se incluye la simulación de conducción de trenes, naves espaciales, barcos, tanques y otros vehículos de combate.
El dominio total sobre el control del vehículo es el elemento que incita a los jugadores a seguir jugando, incluso después de haber completado el objetivo del videojuego.

## Diseño de juego

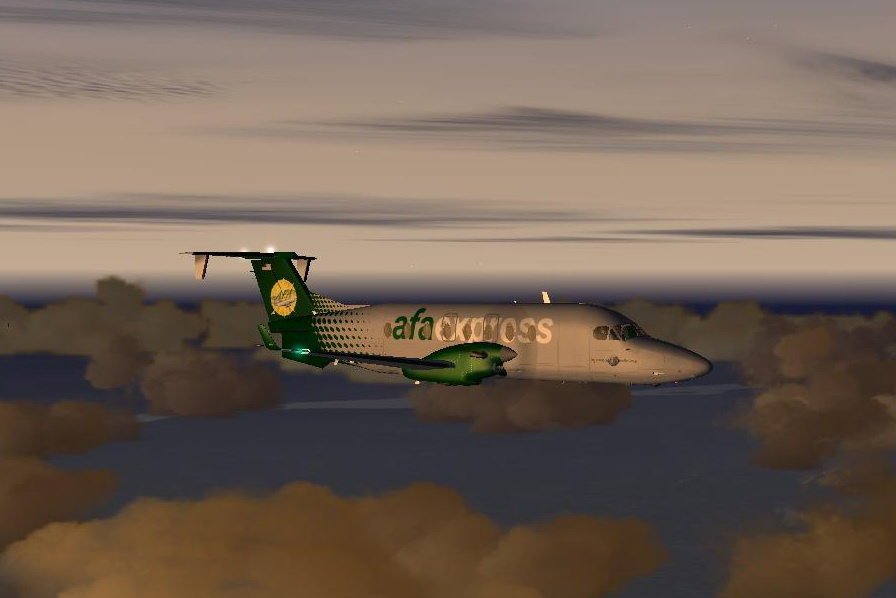
Captura de AFA Beech in Flight Simulator.

El mercado de los simuladores de vehículos se divide entre los puristas y los videojugadores casuales. Existe una variedad de simuladores de este tipo orientada a ambos mercados. Los puristas exigen un realismo y exactitud absolutos, mientras que los videojugadores casuales no se interesan tanto en este tipo de aspectos. El realismo y la exactitud se basan en la cantidad de daño, física, entorno, clima, y controles que son implementados. Tanto en los videojuegos de conducción como en los simuladores de vuelo, los jugadores tienden a esperar un alto grado de verosimilitud en donde los vehículos son escalados a tamaños realistas. Estos videojuegos suelen poseer escalas de tiempo muy precisas. No obstante, los simuladores de vuelo otorgan al jugador la posibilidad de acelerar el juego en momentos del vuelo en los que no hay nada de interés para el jugador.
Estos videojuegos incluyen desafíos físicos y tácticos. La mayoría de los videojuegos de simulación de vehículos incluye algún tipo de competición o carreras, con ganadores y perdedores bien definidos. Sin embargo, "ciertos simuladores de vehículos en los que el jugador no compite por la victoria directamente no son videojuegos".

## Subgéneros

### Simuladores de vuelo
Los simuladores de vuelo "tienden a dividirse en militares y civiles". En los simuladores de vuelo militares, el jugador debe lograr los objetivos de la misión, que generalmente son atacar a aviones enemigos y establecimientos terrestres. Los simuladores de vuelo civiles pocas veces poseen condiciones de victoria, a menos que implementen carreras u otros tipo de desafíos específicos, como pruebas de velocidad y/o precisión. Algunos simuladores de vuelo a destacar son Microsoft Flight Simulator, FlightGear, y X-Plane, y otros simuladores militares como Lock On: Modern Air Combat o IL-2 Sturmovik.

### Automovilismo virtual
El automovilismo virtual se enfoca en la simulación de deportes de automovilismo, como IndyCar, NASCAR, Fórmula 1, etc. Estos simuladores de automóviles tratan de 
De acuerdo a Andrew Rollings y Ernest Adams, "los videojuegos de carreras son a menudo vendidos dentro de la categoría de deportes, pero desde el punto de vista del diseño, en realidad pertenecen a la simulación de vehículos".

### Simuladores de vuelo espacial
Los videojuegos de simulación de vuelo espacial son casi siempre videojuegos de ciencia ficción. La serie de videojuegos Wing Commander es un ejemplo popular de simuladores de vuelo espacial. Existen pocos simuladores realistas de este tipo, ya que las naves espaciales recorren grandes distancias en largos periodos de tiempo como para realizar un videojuego interesante. Algunos de ellos son Orbiter Space Flight Simulator, Microsoft Space Simulator, y Space Shuttle Mission 2007.

### Simulador de trenes

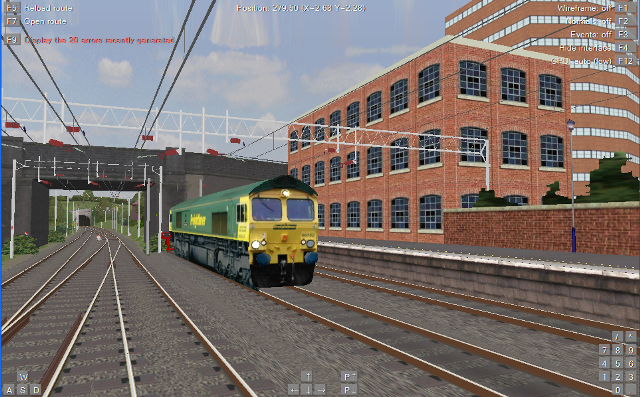
Captura de pantalla de openBVE.

Un simulador de trenes es un programa informático que simula la conducción y el manejo de vehículos ferroviarios. Esto, aparte de trenes, incluye otros tipos de vehículos que se desplazen sobre rieles, como tranvías. Los más conocidos son Microsoft Train Simulator, Rail Simulator (ahora Railworks), y la serie Trainz.

### Simulador de vehículos de combate
Los simuladores de vehículos de combate abarcan a los simuladores de tanques y los simuladores de mechas. Estos simuladores son rara vez del todo exactos, estando la velocidad, armas y visibilidad mejoradas para atraer a una mayor audiencia.

### Simuladores de vehículos acuáticos

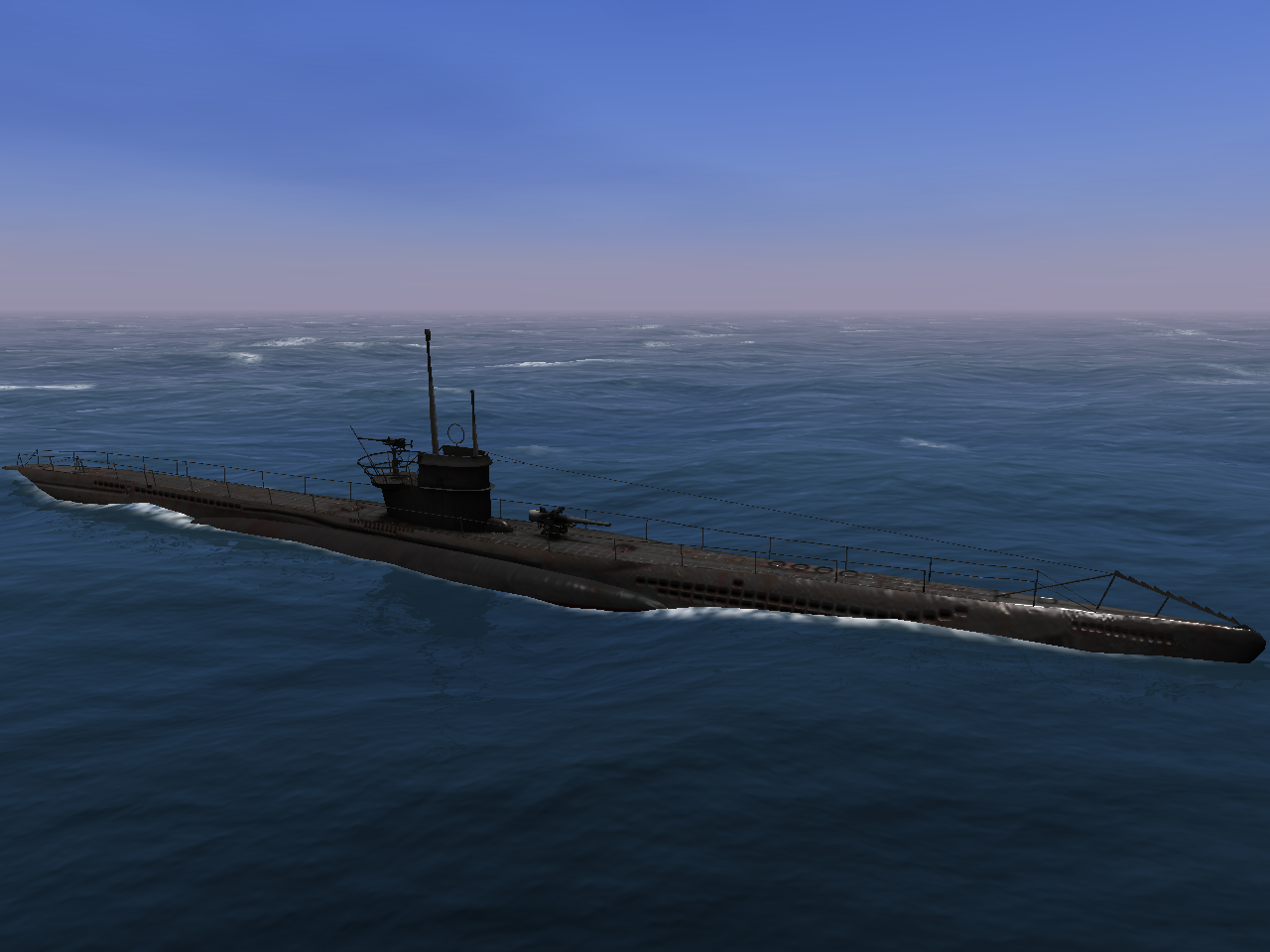
Danger from the Deep, un simulador libre de submarinos alemanes de la Segunda Guerra Mundial.

La mayoría de los simuladores de vehículos acuáticos son de lanchas o de motos de agua, pero también pueden encontrarse simuladores de submarinos o embarcaciones a vela. Algunos ejemplos son Ship Simulator y Virtual Sailor.

### Simuladores de camiones
En los simuladores de camiones, el jugador asume el rol de un camionero, ya sea independiente o trabajando como empleado. Por lo general, el objetivo es simplemente mejorar los camiones, explorar y lograr fama y fortuna. Dentro de este género se encuentran videojuegos como 18 Wheels of Steel, King Of The Road, Euro Truck Simulator 2 y American Truck Simulator.